# Boleslaus II. (Teschen)
Boleslaus II. von Teschen (auch Boleslaw II., Bolko II.; * um 1425; † 8. Oktober 1452) war von 1431 bis zu seinem Tod 1452 Herzog von Teschen. Er entstammte dem Geschlecht der Schlesischen Piasten.

## Leben
Boleslaus Eltern waren der gleichnamige Teschener Herzog Boleslaus I. und Eufemia von Mazowien. Am 28. Januar 1448 vermählte er sich mit Anna Bielska († 1490), Tochter des Moskauer Woiwoden Fyodor Bielski. Der Ehe entstammten die Kinder
- Kasimir II. († 1528), ⚭ 1480 Johanna, Tochter des Herzogs Viktorin von Münsterberg und Troppau aus dessen erster Ehe mit Margarete, Tochter des Hynek Ptáček von Pirkstein.
- Barbara († 1494/1507), ⚭ 1. 1469 Balthasar von Sagan[1], ⚭ 2. 1475/77 Herzog Johann V. von Zator († 1513)
- Sophie († 1479), ⚭ 1474 Herzog Viktorin von Münsterberg und Troppau (wie oben)

Nach dem Tod seines Vaters Boleslaus I. 1431 erbte Boleslaus II. zusammen mit seinen Brüdern Wenzel I., Wladislaus und Primislaus II. dessen Besitz. Da sie noch nicht volljährig waren, standen sie zunächst unter der Vormundschaft ihrer Mutter, die bis 1442 auch die Regentschaft über das Herzogtum ausübte. Nach der in diesem Jahr erfolgten Teilung erhielt Boleslaus II. einen Teil des Herzogtums Teschen, dass jedoch faktisch von seinem älteren Bruder Primislaus II. regiert wurde.
Im Gegensatz zu seinem Bruder Wladislaus, der sich mit Böhmen verbündete, unterhielt Boleslaus II. gute Beziehungen zum polnischen Thron. Um ein eigenständiges Herrschaftsgebiet zu erlangen, tauschte er 1452 einen Teil seines Gebiets gegen einen Teil von Beuthen. Die Regierung dort konnte er nicht mehr antreten, da er kurz danach verstarb. Die Stammfolge der Teschener Herzöge wurde nach dem Tod von Boleslaus Brüdern Wladislaus († 1460), Wenzel († 1474) und Primislaus II. († 1477) und von Boleslaus II. einzigem Sohn Kasimir II. fortgesetzt.